# Luigi Ricci

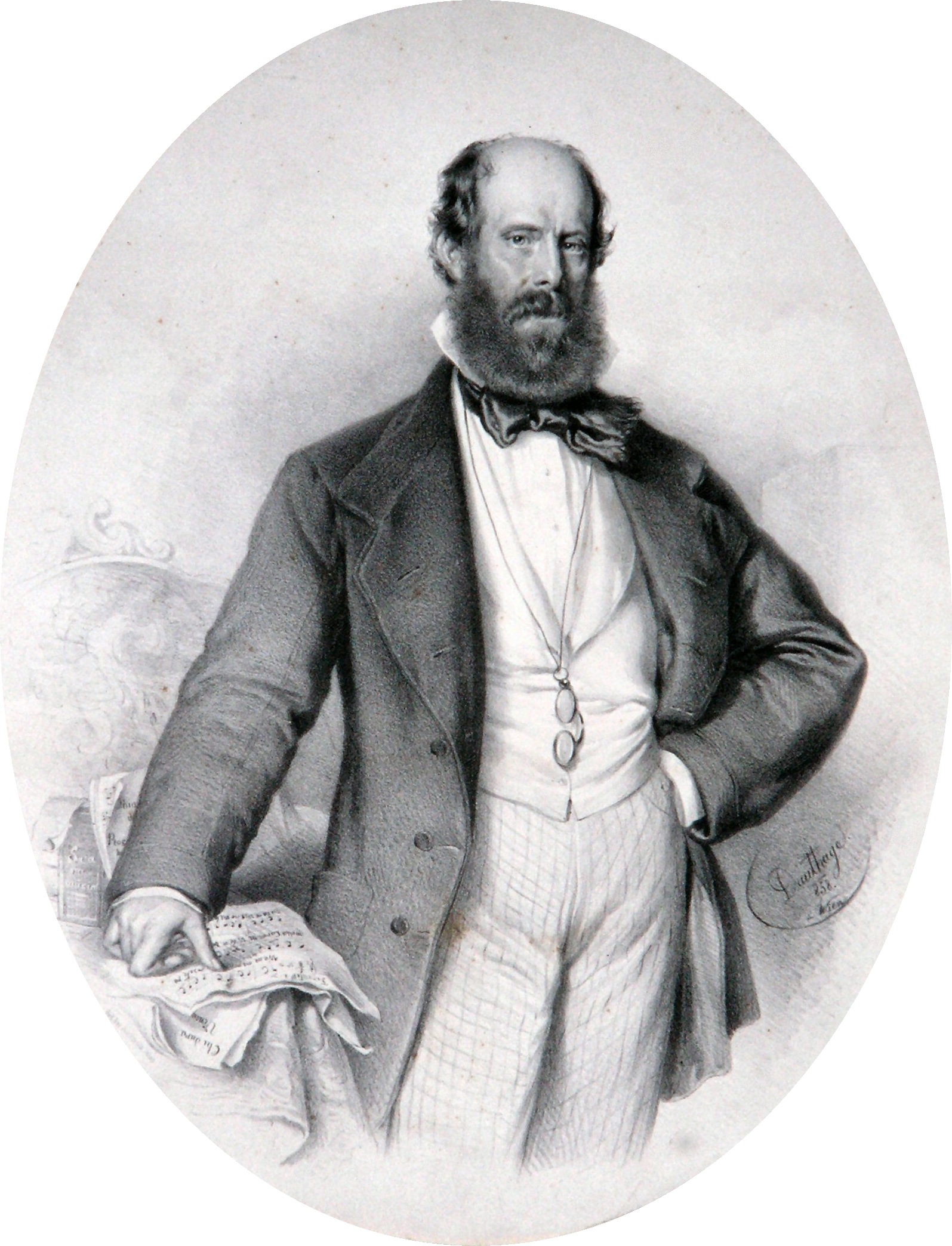
Luigi Ricci, Lithographie von Adolf Dauthage.

Luigi Ricci (* 8. Juli (oder Juni) 1805 wahrscheinlich in Neapel; † 31. Dezember 1859 in Prag) war ein italienischer Komponist.

## Leben
Der ältere Bruder von Federico Ricci trat im Alter von neun Jahren ins Konservatorium Neapel ein, wo er Violine und Klavier bei Giovanni Furno und Komposition bei Niccolò Antonio Zingarelli studierte und sich auf Anregung von Pietro Generali der Opera buffa zuwandte. Seine Opera semiseria Chiara di Rosemberg, die 1831 an der Mailänder Scala uraufgeführt wurde, hielt sich etwa zehn Jahre lang im Spielplan. Ein weiterer Erfolg an der Scala war Un’avventura di Scaramuccia, mit dem Libretto von Felice Romani, der die meisten Operntexte für Bellini schrieb. 1836 akzeptierte Ricci die Stelle als Maestro di cappella in Triest. Nach dem Misserfolg seiner Opera seria Le nozze di Figaro verzichtete er sieben Jahre lang auf das Schreiben von Opern und komponierte Lieder und kirchliche Hymnen. Außerdem war er Konzertmeister am Teatro Grande, wo er die Werke seines Bruders und Verdis aufführte.
1843 wurden die Zwillinge Franziska (Fanny) und Ludmilla (Lidia) Stolz (* 1827) aus Prag – deren jüngere Schwester Teresa Stolz sollte später Verdis Interpretin und Muse werden – am Teatro Grande engagiert. Sie begleiteten Ricci nach Odessa, wo er die Opernsaison 1844/45 dirigierte und mehr oder weniger offen mit den Zwillingen zusammenlebte. Von 1847 bis 1848 waren die drei Personen in Kopenhagen, wo das Engagement der Schwestern durch den Tod von König Christian VIII. abgebrochen wurde. Nach seiner Rückkehr in Triest heirateten Luigi Ricci und Lidia Stolz im Jahr 1849; führte aber seine Ménage à trois weiter. In den Fünfzigerjahren hatte er nochmals Erfolg mit La festa di Piedigrotta, die 1852 am Teatro San Carlo in Neapel aufgeführt wurde und deren Tarantella ein populärer Klassiker der leichten Musik geblieben ist. Nach der Aufführung seiner letzten Oper Il diavolo a quattro 1859 in Triest begannen sich Anzeichen psychischer Störungen zu zeigen. Er wurde in eine psychiatrische Klinik nach Prag gebracht. Hier starb Luigi Ricci.
Seine Bedeutung liegt vor allem auf dem Gebiet der Opera buffa, in welcher er oftmals Volkslieder verwendete. Ricci war ein unermüdlicher Arbeiter; er hinterließ 30 Opern und 20 Messen.
Er war der Vater von Luigino Ricci.

## Opern
- L’impresario in angustie (G. M. Diodati), farsa – Neapel, Conservatorio, 1823, Libretto nach der gleichnamigen Oper (1786) von Domenico Cimarosa
- La cena frastornata (Andrea Leone Tottola) – Neapel, Teatro Nuovo, Herbst 1824
- L’abbate Taccarella (La gabbia de’ matti; Aladino) (Andrea Leone Tottola) – Neapel, Teatro Nuovo, Karneval 1825
- Il sogno avverato (Andrea Leone Tottola) – Neapel, Teatro Nuovo, Sommer 1825; Gemeinschaftsarbeit mit Dionigio Pogliani-Gagliardi
- Il diavolo condannato a prender moglie (Il diavolo mal sposato) (Andrea Leone Tottola) – Neapel, Teatro Nuovo, 27. Januar 1827
- La lucerna di Epitteto (G. Checcherini) – Neapel, Teatro Nuovo, Karneval 1827
- Ulisse in Itaca (Domenico Gilardoni) – Neapel, Teatro San Carlo, 12. Januar 1828
- Colombo (Felice Romani) – Parma, Teatro ducale, 27. Juni 1829
- L’orfanella di Ginevra (Amina) (Jacopo Ferretti) – Rom, Teatro Valle, 9. September 1829
- Il sonnambulo (Jacopo Ferretti) – Rom, Teatro Valle, 26. Dezember 1829
- L’eroina del Messico ovvero Fernando Cortez (Jacopo Ferretti) – Rom, Teatro Tordinona, 9. Februar 1830
- Annibale in Torino (Felice Romani) – Turin, Teatro Regio, 26. Dezember 1830
- La neve (Felice Romani) – Mailand, Teatro Cannobiana, 21. Juni 1831
- Chiara di Rosemberg[h] (Gaetano Rossi) – Mailand, Teatro alla Scala, 11. Oktober 1831
- Il nuovo Figaro (Jacopo Ferretti) – Parma, Teatro ducale, 15. Februar 1832
- I due sergenti (Felice Romani) – Mailand, Teatro alla Scala, 1. September 1833
- Un’avventura di Scaramuccia (Felice Romani) – Mailand, Teatro alla Scala, 8. März 1834; nachgespielt in Wien (1835), London (1836), Madrid (1837), Lissabon (1838), Paris, Théâtre-Italien (1846), Warschau (1846; polnisch), Brüssel (1851), Buenos Aires (1851); auch bearbeitet von Friedrich von Flotow
- Eran due, or son tre ovvero Gli esposti (Jacopo Ferretti) – Turin, Teatro Angennes, 3. Juni 1834
- Chi dura vince ovvero La luna di miel (Jacopo Ferretti) – Rom, Teatro Valle, 26. Dezember 1834; auch als La Petite Comtesse in Paris (1876)
- Il colonello (La donna colonello) (Jacopo Ferretti) – Neapel, Teatro del Fondo, 14. März 1835; Gemeinschaftsarbeit mit Federico Ricci
- La serva e l’ussero (Magd und Husar), farsa – Pavia, Teatro Compadroni, Frühjahr 1835
- Chiara di Montalbano [in Francia] (Gaetano Rossi) – Mailand, Teatro alla Scala, 15. August 1835
- Il disertore per amore (Jacopo Ferretti) – Neapel, Teatro del fondo, 13. Februar 1836; Gemeinschaftsarbeit mit Federico Ricci
- Le nozze di Figaro (Gaetano Rossi) – Mailand, Teatro alla Scala, 13. Februar 1838; revidierte Fassung (Mailand, Teatro alla Scala, 1841)
- La solitaria delle Asturie (Felice Romani) – Odessa, Teatro Italiano, 20. Februar 1845
- L’amante di richiamo (F. Dall’Ongaro) – Turin, Teatro Angennes, 13. Juni 1846; Gemeinschaftsarbeit mit Federico Ricci
- Il birraio di Preston (F. Guidi) – Florenz, Teatro della Pergola, 4. Februar 1847
- Crispino e la comare (Francesco Maria Piave) – Venedig, Teatro San Benedetto, 28. Februar 1850; Gemeinschaftsarbeit mit Federico Ricci; übersetzt von Nuitter/Beaumont als Le Docteur Crispin (Lüttich, 17. Dezember 1866), mit zusätzlichen Nummern von Federico Ricci
- La festa di Piedigrotta (M. D’Arienzo) – Neapel, Teatro Nuovo, 23. Juni 1852
- Il diavolo a quattro (Gaetano Rossi) – Triest, Teatro Armonia, 15. Mai 1859